# Il-2 Sturmovik: Forgotten Battles
Il-2 Sturmovik: Forgotten Battles – komputerowy symulator lotu osadzony w realiach II wojny światowej, wyprodukowany przez rosyjskie studio Maddox Games i wydany na świecie w 2003 roku przez Ubisoft. Jest to druga część serii gier komputerowych Il-2 Sturmovik, która początkowo była planowana jako dodatek do gry Il-2 Sturmovik, lecz stała się ostatecznie samodzielnym produktem. Gracz kieruje w niej samolotem wojskowym uczestniczącym w walkach na froncie wschodnim II wojny światowej. Gra zawiera dwie kampanie osadzone na terenach Finlandii i Węgier.